# Свети Сава благосиља Српчад
Свети Сава благосиља Српчад је слика реализма неколико сликара у представи уља на платну. Слика представља ликовни приказ Светог Саве као српског просветитеља и архипастира који благосиља Српчад.
Верзије Ђорђа Крстића, Стевана Тодоровића и Уроша Предића налазе се данас у Народном музеју у Београду.

## Историјат
Постоје више верзије ове слике. Једна од најранијих је рад сликара Живка Петровића из 1841. године која се данас налази у Црквено-општинском дому у Земуну.
Издваја се и литографија новосадског сликара и графичара Павла Чортановића, као и истоимена слика коју је 1875. године насликао Стеван Тодоровић за црквену општину у Перлезу.
Пред крај 19. века у Србији није било готово ниједне школе која није имала икону или неку другу ликовну представу свог патрона. У тим годинама, на тему Светог Саве како благосиља, подучава и саветује српску младеж, настаје познато дело сликара Ђорђа Крстића. На Крстићевој слици су деца насликана у црногорским народним ношњама. Када је ова монументална композиција била завршена и изложена у Скупштинској сали Велике школе 1891. године, достигла је велику популарност, те је убрзо била објављена не само у дневним листовима, часописима и књигама, него је била доступна у свакој школи, установама, црквеним надлештвима, али и сваком српском дому преко олеографисане репродукције мањег формата. Као наручилац ове слике, Министарство просвете Краљевине Србије овим је крунисало своје претходне напоре да се изузетна историјска вредност народног просветитеља отелотвори у једном уметничком делу које ће одговарати времену у коме оно настаје.
Предићева верзија слике налазила се у ректорату Београдског универзитета све до доласка комуниста на власт 1945. године када је избачена. Приметивши то, професор Душан Глумац тада је слику донео на Богословски факултет.
У Цркви Светог Саве у Торонту се налази верзија ове слике коју је напаравила сликарка Душка Арежина. Слика је верна копија Предићеве слике из 1921. године. Слика је откривена и освештана 4. маја 1975. године.